# Astrophysique

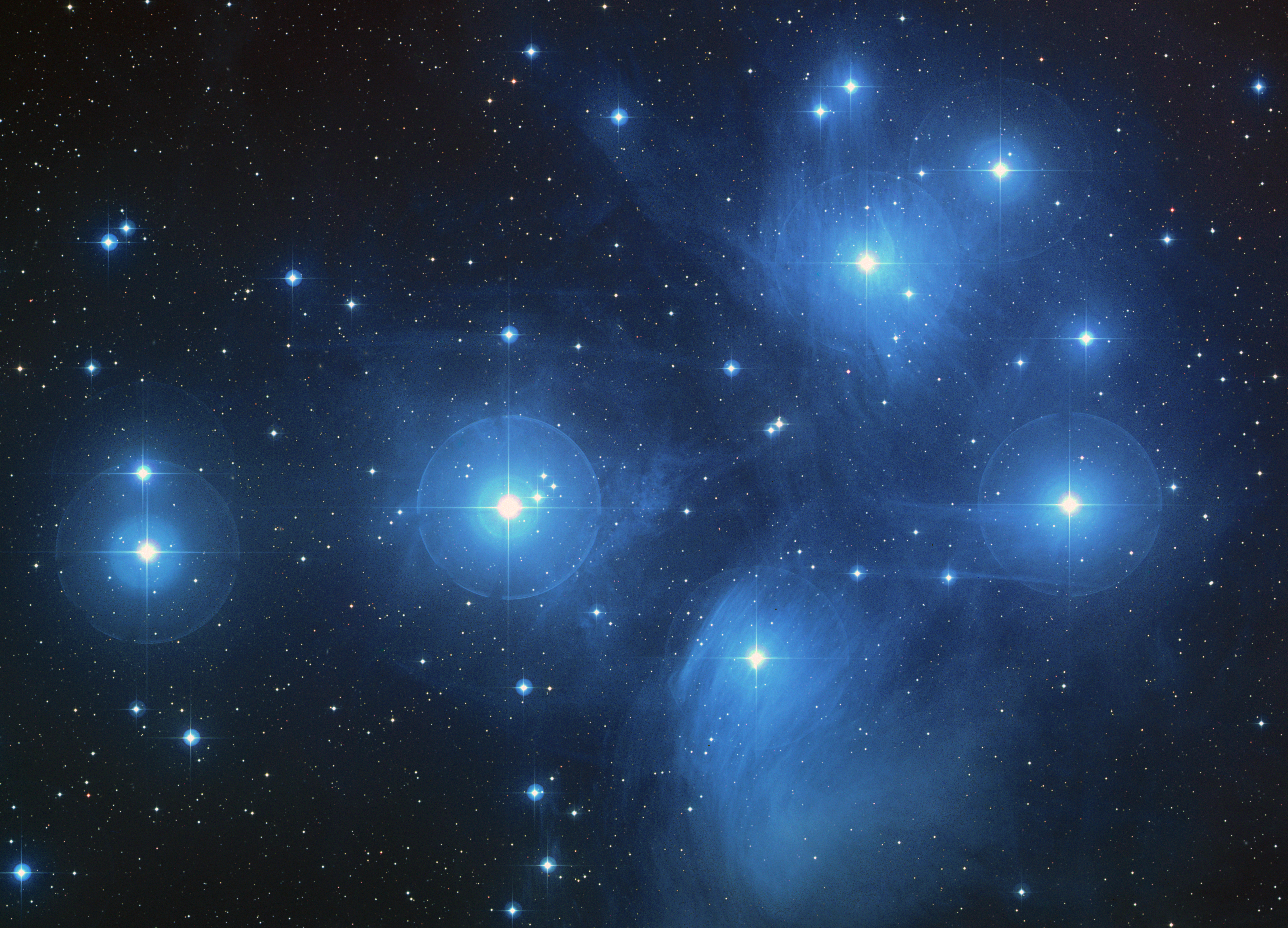
Les Pléiades sont un amas ouvert, situé dans la constellation du Taureau.

L’astrophysique (du grec astêr : étoile, astre et physis : science de la nature, physique) est une branche interdisciplinaire de l'astronomie qui concerne principalement la physique et l'étude des propriétés des objets de l'Univers (étoiles, planètes, galaxies, milieu interstellaire...), comme leur luminosité, leur densité, leur température et leur composition chimique.
Au XXIe siècle, les astronomes ont une formation en astrophysique et leurs observations sont généralement étudiées dans un contexte astrophysique, de sorte qu'il y a moins de distinction entre ces deux disciplines qu'auparavant.

## Disciplines de l'astrophysique
L'astrophysique se compose de diverses disciplines :
- cosmologie ;
- planétologie ;
- exobiologie ;
- instrumentation ;
- physique stellaire ;
- héliosismologie et astérosismologie ;
- physique du milieu interstellaire ;
- plasmas astrophysiques ;
- physique galactique.

L’astrophysique étant un sujet très vaste, les astrophysiciens utilisent généralement plusieurs disciplines de la physique, dont la mécanique, l’électromagnétisme, la mécanique statistique, la thermodynamique, la mécanique quantique, la relativité, la physique nucléaire, la physique des particules, la physique atomique et moléculaire.

## Historique

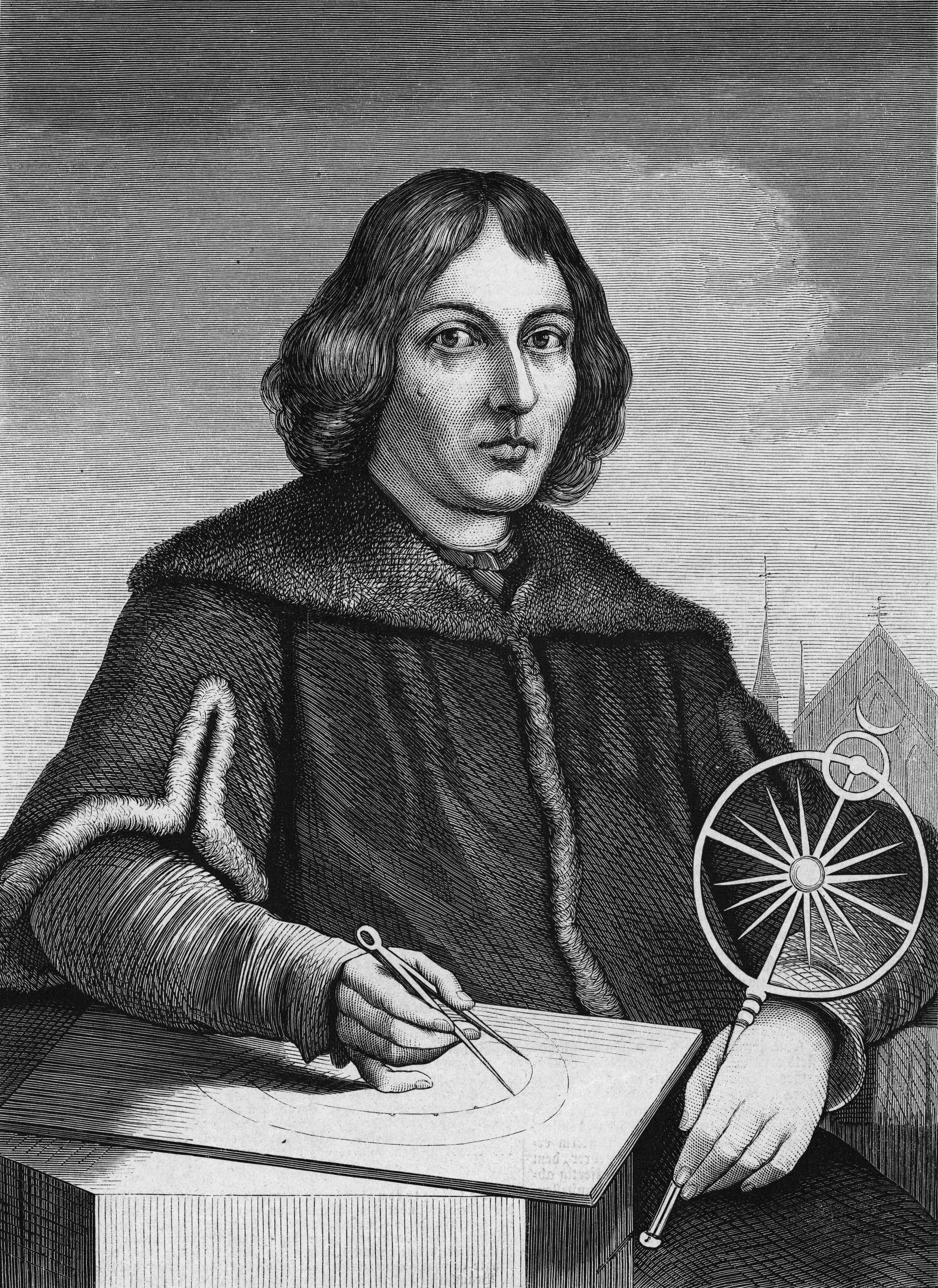
Copernic (1473-1543).

Aussi loin que remontent les données historiques, on trouve des preuves de l’existence de l’astronomie. Pendant longtemps, l’astronomie était une discipline bien distincte de la physique. Dans la pensée aristotélicienne, le monde céleste tendait à la perfection, avec les corps célestes qui semblaient être des sphères parfaites circulant sur des orbites parfaitement circulaires, alors que le monde terrestre semble condamné à l’imperfection. Ces deux mondes ne pouvaient donc pas être liés.
Aristarque de Samos (310 av. J.-C. – 230 av. J.-C.) fut le premier à mettre en avant l’idée selon laquelle le mouvement des corps célestes pouvait s’expliquer par la rotation des planètes du système solaire (dont la Terre) autour du Soleil. À l’époque, la vision géocentrique de l’univers prévalait et la théorie héliocentrique d’Aristarque fut déclarée farfelue et hérétique. Cette vision resta en place jusqu’à ce qu’un astronome nommé Nicolas Copernic ressuscite le modèle héliocentrique au XVIe siècle. En 1609, grâce à la lunette astronomique qu'il avait adaptée, Galilée découvrit les quatre lunes les plus brillantes de Jupiter, et démontra qu’elles tournaient toutes autour de cette planète. Cette découverte était en complète contradiction avec le dogme de l’Église catholique de l’époque. Il n’échappa à une peine sévère qu’en prétendant que son œuvre n’était que pur travail mathématique et donc purement abstrait, contrairement à la philosophie naturelle (la physique).

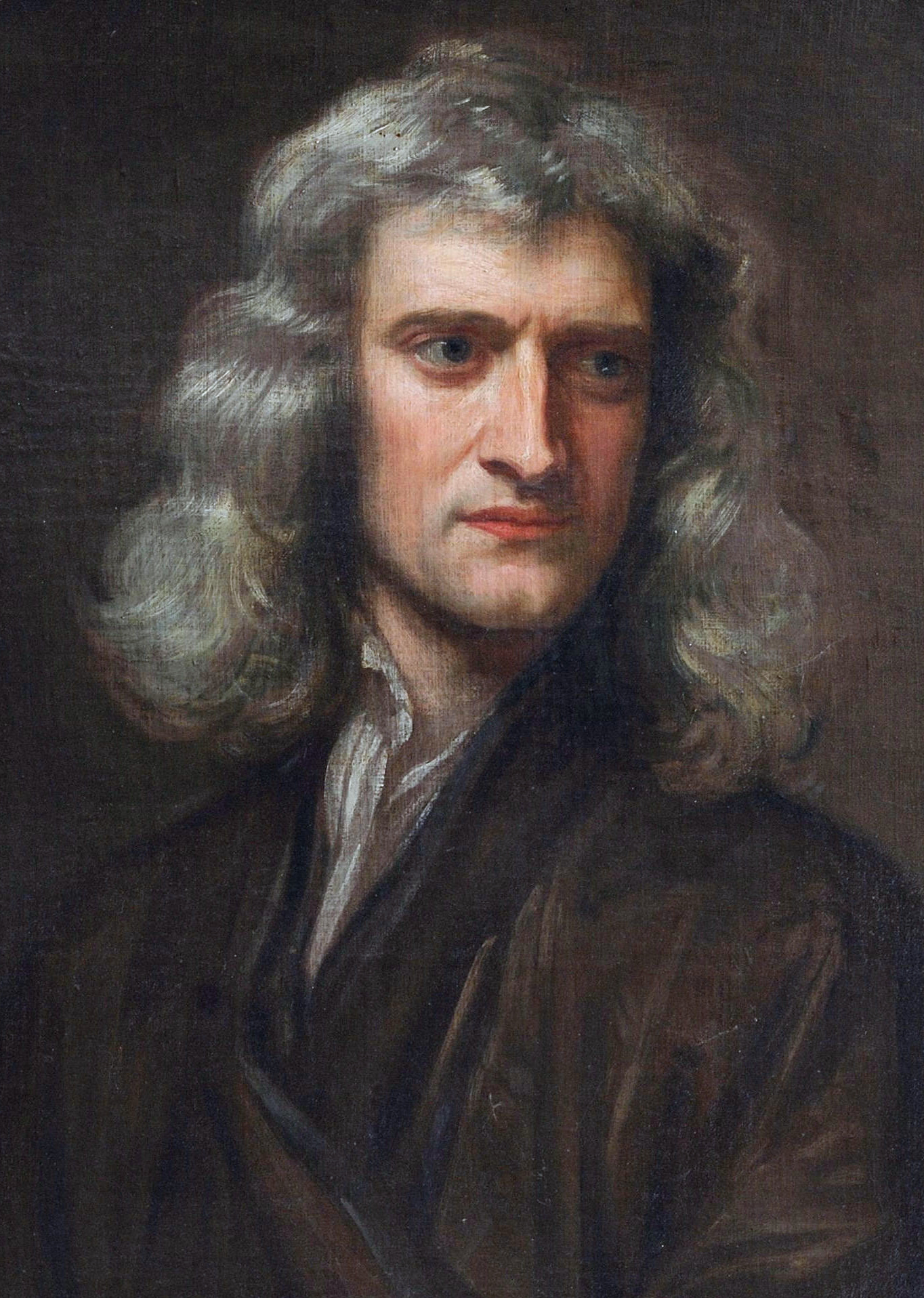
Newton (1642-1727).

À partir des données précises d’observations (principalement en provenance de l’observatoire de Tycho Brahe), des recherches ont été menées pour trouver une explication théorique au comportement observé. Dans un premier temps, seules des lois empiriques ont été formulées, telles que les lois de Kepler sur le mouvement planétaire au début du XVIIe siècle. Quelques années plus tard, Isaac Newton réussit à faire le lien entre les lois de Kepler et la dynamique de Galilée. Il découvrit en effet que les mêmes lois régissaient la dynamique des objets sur Terre et le mouvement des astres dans le système solaire. La mécanique céleste, application de la gravité newtonienne et des lois de Newton pour expliquer les lois de Kepler sur les mouvements des planètes, fut la première unification de l’astronomie et de la physique.
En 1814, Joseph von Fraunhofer découvrit que la lumière du Soleil pouvait se décomposer en un spectre de lignes colorées, appelé depuis raies de Fraunhofer. Des expériences avec des gaz chauffés montrèrent par la suite que les mêmes lignes étaient présentes dans leur spectre. Ces lignes spécifiques correspondaient à un élément chimique unique. Ceci fut la preuve que les éléments chimiques présents dans le Soleil pouvaient être trouvés sur Terre. En effet, l’hélium fut d’abord découvert dans le spectre du Soleil, d’où son nom, et seulement ensuite sur la Terre. Au XXe siècle, la spectroscopie (l’étude de ces lignes spectrales) se développa, notamment grâce aux avancées de la physique quantique qui pouvait expliquer les observations expérimentales et astronomiques.

## Astronomie observationnelle

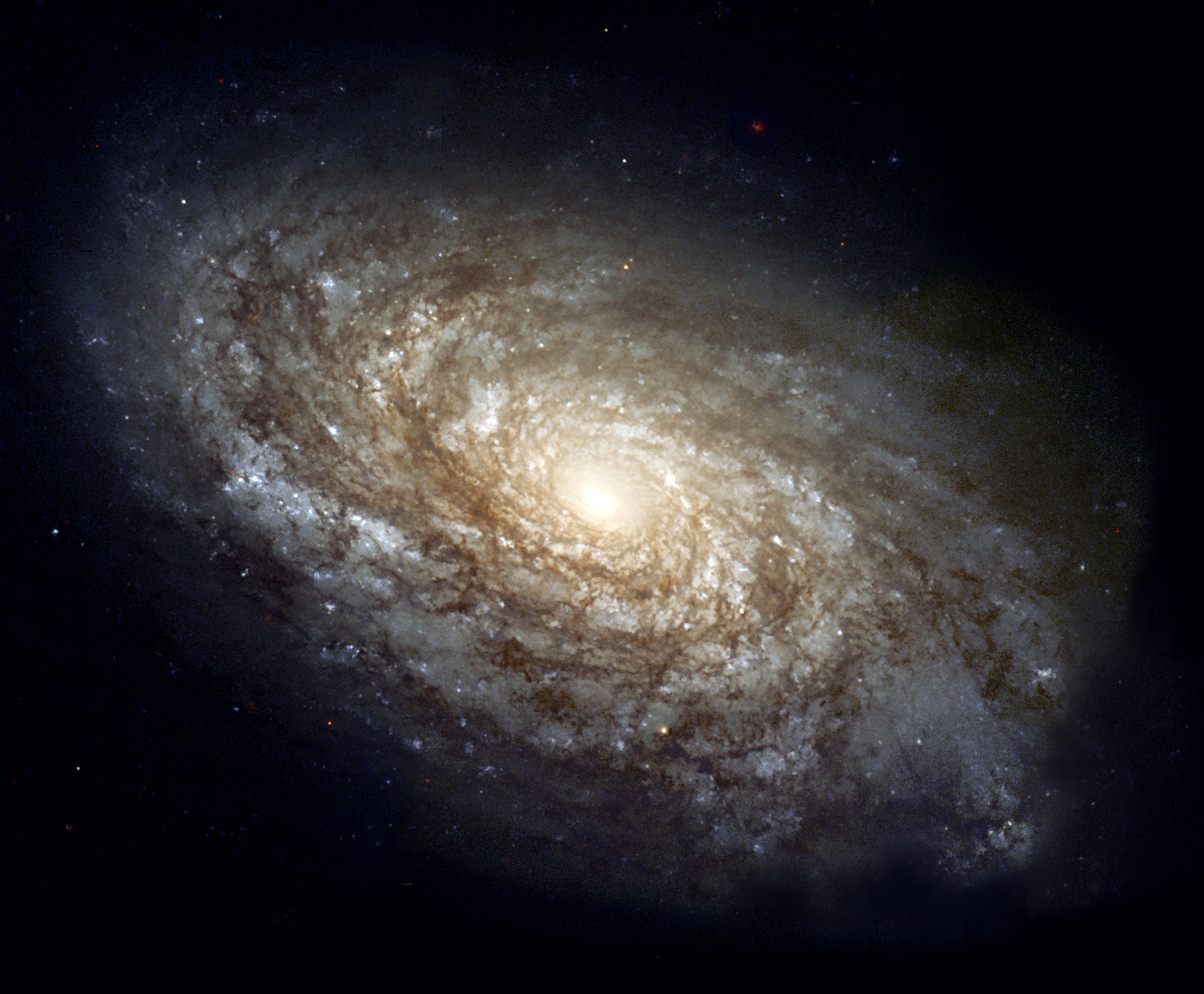
NGC 4414, une galaxie spirale de la constellation Coma Berenices, de 56000 années-lumière de diamètre et située à 60 millions d'années-lumière.

La majorité des observations en astrophysique sont effectuées en utilisant le spectre électromagnétique :
- la radioastronomie étudie les radiations cosmiques qui ont une longueur d’onde supérieure à quelques millimètres. Les ondes radios sont généralement émises par les objets froids, comme les gaz interstellaires ou les nuages de poussière. La radiation micro-onde du fond diffus cosmologique provient de la lumière du Big Bang qui subit un décalage vers le rouge. Les pulsars ont été détectés en premier par les fréquences micro-ondes. L’étude de ces fréquences nécessite de très gros radiotélescopes ;
- l’astronomie infrarouge étudie les radiations dont la longueur d’onde est trop grande pour être visible et plus petite que les ondes radio. Les observations en infrarouge sont généralement faites avec des télescopes similaires aux télescopes optiques. Les objets astrophysiques qui émettent principalement dans l'infrarouge sont, essentiellement, plus froids que des étoiles, comme les planètes ou bien les galaxies infrarouges par exemple ;
- l’astronomie optique est la forme la plus ancienne d’astronomie. Les instruments les plus courants sont les télescopes associés à un capteur à charge couplée ou des spectroscopes. Comme l’atmosphère terrestre interfère quelque peu avec les observations faites, l’optique adaptative et les télescopes spatiaux ont fait leur apparition afin d’obtenir la meilleure qualité d'image possible. À cette échelle, les étoiles sont très visibles, et beaucoup de spectres chimiques peuvent être observés dans la composition chimique d’étoiles, de galaxies ou de nébuleuses ;
- l’astronomie dans l'ultraviolet, les rayons X ou les rayons gamma étudie les phénomènes très énergétiques tels que les pulsars binaires, les trous noirs ou les magnétars. Ces radiations pénètrent difficilement l’atmosphère de la Terre, il n’y a donc que deux possibilités pour les exploiter, les télescopes spatiaux et les télescopes Cherenkov atmosphériques. Le RXTE, le télescope à rayons X Chandra et l’observatoire à rayons gamma Compton sont des observatoires du premier type. Le système stéréoscopique de haute énergie (HESS) et le Major Atmospheric Gamma-ray Imaging Cherenkov Telescope font partie de la deuxième catégorie.

Mis à part les radiations électromagnétiques, seulement très peu de choses situées à grande distance peuvent être observées depuis la Terre. Quelques observatoires d’ondes gravitationnelles ont été construits mais ces ondes sont très difficiles à détecter. On trouve également quelques observatoires de neutrinos pour l’étude du Soleil (astronomie neutrino), principalement. Les rayons cosmiques sont des particules de haute énergie qui sont observées lorsqu'elles heurtent l’atmosphère terrestre.
Les observations diffèrent également sur l'échelle de temps qu’elles considèrent. La plupart des observations optiques s'étalent sur plusieurs minutes, voire sur plusieurs heures, de sorte que les phénomènes qui évoluent plus rapidement que cet intervalle de temps ne sont pas visibles. Cependant, les données historiques de quelques objets s’étendent sur des siècles ou des millénaires. D'autre part, les observations radio se focalisent sur des événements à l’échelle de la milliseconde (pulsar milliseconde) ou combine les données de plusieurs années (études de la décélération des pulsars). Les informations obtenues à ces différentes échelles permettent d'accéder à des résultats différents.
L’étude de notre propre Soleil tient une place particulière dans l’astrophysique observationnelle. Du fait de l'énorme distance à laquelle se trouvent les autres étoiles, les détails que l’on peut acquérir sur le Soleil sont sans commune mesure avec ce que l’on pourrait observer sur les autres étoiles. La compréhension du Soleil sert ainsi de guide à notre connaissance des autres étoiles.

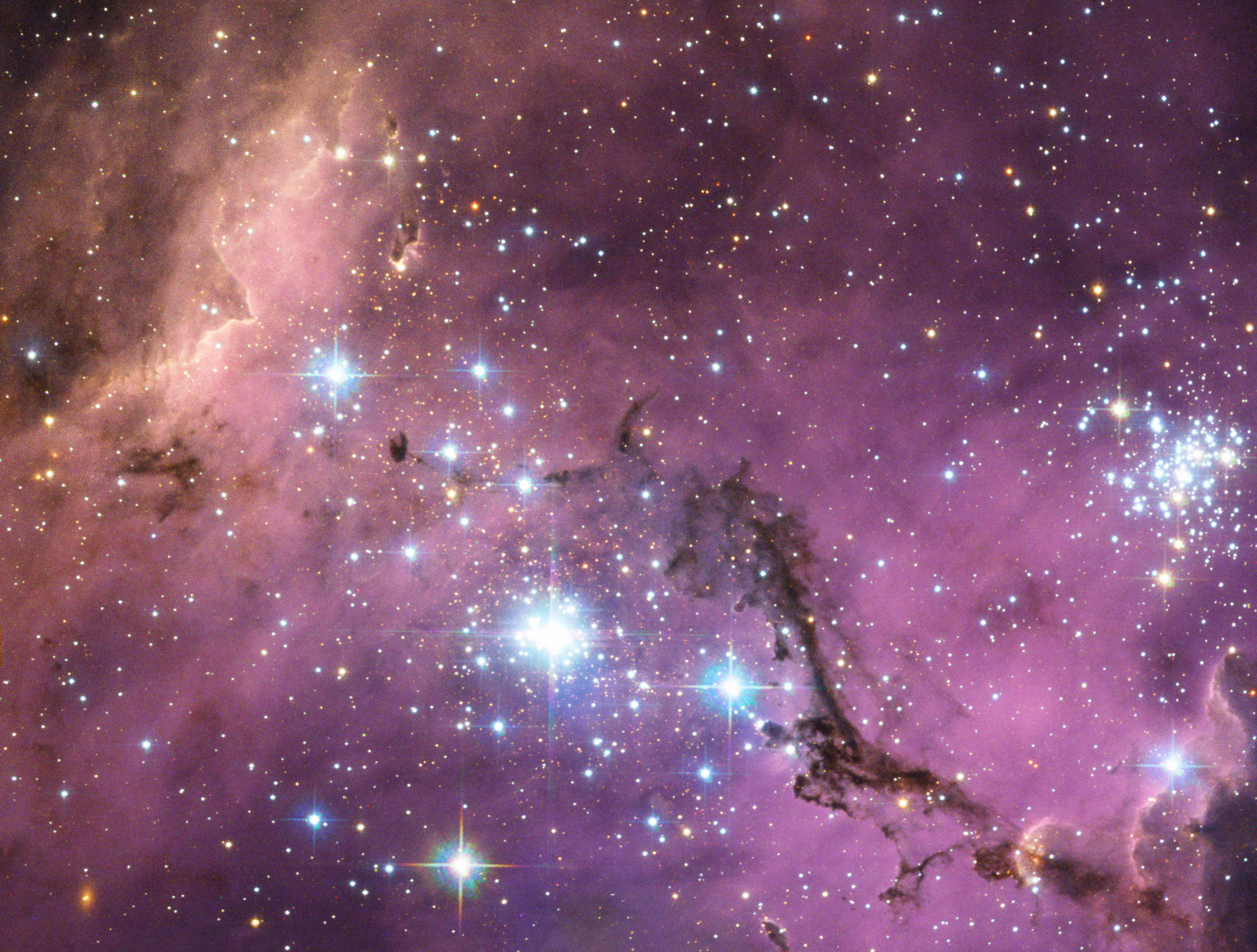
Image d'une galaxie satellite de la voie lactée, prise par le NASA/ESA Hubble Space Telescope en 2013.

L’évolution stellaire, le sujet qui étudie comment changent les étoiles, est souvent modélisée en plaçant les différents types d’étoiles à leur position sur le diagramme de Hertzsprung-Russell. Ce diagramme représente l’état d’un objet stellaire, de sa naissance à sa disparition. La composition matérielle des objets astronomiques peut souvent être étudiée en utilisant :
- la spectroscopie astronomique
- la radioastronomie
- l’astronomie neutrino
- l'astronomie gravitationnelle

## Astrophysique théorique

Radiotélescope d'Effelsberg, en Allemagne.

Les astrophysiciens utilisent une grande variété d’outils comme les modèles analytiques (tels que les polytropes pour obtenir le comportement approximatif d’une étoile) ou la simulation numérique sur ordinateur. Chaque outil a ses avantages. Les modèles analytiques d’un processus sont généralement meilleurs pour obtenir le fonctionnement interne. Les modèles numériques, eux, peuvent révéler l’existence de phénomènes et d’effets qui ne pourraient être vus autrement,.
Les théoriciens en astrophysique essayent de créer des modèles théoriques et de comprendre les conséquences observables de ces modèles. Ceci aide les observateurs à rechercher les données qui peuvent réfuter un modèle ou aider dans le choix entre plusieurs alternatives ou modèles contradictoires.
Les théoriciens essayent également de produire ou modifier des modèles pour tenir compte de nouvelles données. En cas de contradiction, la tendance générale est d'essayer de faire des modifications minimes du modèle pour l'adapter aux données. Dans certains cas, une grande quantité de données incohérentes à répétition peut mener à l'abandon total d'un modèle.
Les sujets étudiés par les théoriciens en astrophysique incluent l’évolution et la dynamique stellaire, la formation des galaxies, les structures matérielles à grande échelle de l’Univers, l’origine des rayons cosmiques, la relativité générale et la cosmologie physique, avec l’aide de la théorie des cordes et la physique des particules. L’astrophysique relativiste sert d’outil pour évaluer les propriétés des structures à grande échelle. Pour ces structures, la gravitation joue un rôle important dans les phénomènes physiques étudiés et sert de base pour la physique des trous noirs et l’étude des ondes gravitationnelles.
Parmi les théories étudiées et les modèles reconnus en astrophysique, on peut trouver le modèle lambda-CDM qui inclut le Big Bang, l’inflation cosmique, la matière noire et les théories fondamentales de la physique.
Quelques exemples de processus :
| Processus physique                      | Outil expérimental             | Modèle théorique       | Explique / prédit                                               |
| --------------------------------------- | ------------------------------ | ---------------------- | --------------------------------------------------------------- |
| Gravitation                             | Radiotélescopes                | Effet Nordtvedt        | Émergence d'un système planétaire                               |
| Fusion nucléaire                        | Spectroscopie                  | Évolution stellaire    | Comment brillent les étoiles et comment se forment les éléments |
| Big Bang                                | Télescope spatial Hubble, COBE | Expansion de l'Univers | Âge de l'Univers                                                |
| Fluctuations quantiques                 |                                | Inflation cosmique     | Problème de planéité                                            |
| Effondrement gravitationnel             | Astronomie en rayons X         | Relativité générale    | Trous noirs au centre de la galaxie d'Andromède                 |
| Cycle carbone-azote-oxygène des étoiles |                                |                        |                                                                 |

L'énergie sombre et la matière noire sont actuellement les principaux sujets de recherche en astrophysique, étant donné que leur découverte et la controverse sur leur existence est issue de l'étude des galaxies. 